# 세느강의 별
세느강의 별은 선라이즈가 제작한 TV 애니메이션 시리즈이다. 1975년 4월 4일부터 1975년 12월 26일까지 후지 TV에서 총 39화로 방영되었다. 프랑스 혁명을 배경으로 한다.
대한민국에서는 1995년 7월 5일부터 12월 14일까지 MBC에서 방영되었다.

## 등장인물
- 시몬느 로랑
- 로베르 드 포르쥐
- 당통
- 마리 앙투아네트
- 루이 16세
- 오를레앙 공작
- 마리 테레즈 샤를로트
- 루이 샤를
- 프란츠 1세
- 드 포르쥐 공작
- 드 모랑
- 옷센
- 카트리네 부인
- 한스 카우니츠
- 미셸
- 크로젤
- 마리안느 드 므리소
- 브리소
- 그라츠
- 페르젠
- 제라르
- 모랑
- 에베르
- 폴 로랑
- 리리앙 로랑
- 슈로
- 브리엘